# Oskar Seipold
Oskar Seipold' (Łódź, en aquel entonces parte rusa de Polonia, 28 de noviembre de 1889 - Haan, 29 de diciembre de 1966) fue un político comunista.
Fue el hijo de un trabajador alemán que había emigrado allí desde Turingia, Alemania. De esta manera Seipold fue un ciudadano ruso. Después de haber completado un aprendizaje de alfarero se fue a Alemania en 1907 donde fue entrenado como tejedor e ingresó al SPD en 1909. Dos años más tarde regresó a Rusia y , cuando estalló la Primera Guerra Mundial, fue llamado al servicio militar en el ejército zarista. Fue cautivado por los alemanes. Después de haber sido liberado se quedó en Alemania. Obtuvo la ciudadanía alemana en 1919. En el mismo año ingresó al USPD y en 1920 al KPD.